# Microsoft OneNote
Microsoft Office OneNote — це застосунок для створення нотаток і організації особистої інформації від корпорації Microsoft, що є частиною пакету Microsoft Office.
Найзручнішим є використання програми на планшетному комп'ютері, де присутня можливість рукописного введення тексту і додавання нотаток. Проте, часто Microsoft OneNote використовується і на звичайних комп'ютерах з операційною системою Microsoft Windows.
Також можна встановити на пристрої з: Android, Mac, Windows Phone тощо; доступна також вебверсія.

## Про програму
Робочий простір OneNote є порожнім аркушем, в будь-якому місці якого можна робити текстові і рукописні примітки чи малювати, а також записувати голосові коментарі. Також інформацію в OneNote можна перетягати мишкою з вікна браузера. Тут відсутня іконка «Зберегти», бо введені дані зберігаються автоматично.

Скриншот Microsoft Office OneNote 2019.

Аркуші об'єднуються в розділи, а розділи об'єднуються в записники. Перелік аркушів в розділі знаходиться праворуч від поточного аркуша, перелік розділів — зверху, а перелік відкритих записників — зліва.
Зроблені записи можна надсилати електронною поштою як в форматі HTML, так і у вигляді вкладеного файлу OneNote.
Вперше Microsoft OneNote був випущений в жовтні 2003 року і входив до складу пакета Microsoft Office 2003.

## Історія випусків
Усі дати випуску стосуються загальної доступності. Зазвичай випуск у виробництво відбувається за два-три місяці до цього. У цій таблиці наведено лише версії, випущені для Windows.
| Випущений продукт                                            | Дата випуску           | Редакції Microsoft Office, що входять до складу                                                                      |
| ------------------------------------------------------------ | ---------------------- | --- |
| Microsoft Office OneNote 2003                                | 19 листопада 2003 року | Немає |
| Microsoft Office OneNote 2007                                | 27 січня 2007 року     | Microsoft Office 2007 Для дому і навчання, Корпоративна, Максимум                                                    |
| Microsoft OneNote 2010                                       | 15 липня 2010 року     | Microsoft Office 2010 Для дому і навчання, Для дому і роботи, Стандартна, Професіональна, Професіональна плюс        |
| Microsoft OneNote 2013                                       | 29 січня 2013 року     | Microsoft Office 2013 (усі редакції)                                                                                 |
| Microsoft OneNote для Windows 10                             | 29 липня 2015 року     | Microsoft Office 2019 (до 2020 року)                                                                                 |
| Microsoft OneNote 2016 (тепер відомий як Microsoft OneNote.) | 22 вересня 2015 року   | Microsoft Office 2016 (усі редакції) Microsoft Office 2019 (з березня 2020 року) Microsoft Office 2021 Microsoft 365 |